# Њушкавац
Њушкавац (енгл. Niffler) је, у универзуму Харија Потера, британска звер. Пуфнасто и са дугом њушком, ово кртичасто створење има склоности ка свим „сјајним стварима“. Гоблини их често држе како би ова створења уместо њих ровала дубоко у земљу, у потрази за благом.
Иако је њушкавац нежан и привржен, може бити веома деструктиван према туђим стварима и никада се не сме држати у кући. Њушкавци живе у јазбинама и до осам метара испод земље и рађају шест до осам младунаца по леглу.